# Terminate and Stay Resident
Terminate and Stay Resident of TSR was een programmeertechniek die toegepast kon worden onder MS-DOS om het besturingssysteem uit te breiden of om enige mate van multitasking te bereiken. De methode bestond eruit de afhandeling van een interrupt, bijvoorbeeld die van het toetsenbord of de timer, af te vangen en er een zelfgeschreven routine voor in de plaats te zetten. Het zelfgeschreven deel diende wel de standaard interruptafhandeling aan te roepen om geen verlies aan functies te krijgen.
Bij het opstarten vervangt de TSR een of meerdere interrupt-adressen door zijn eigen adres. Vervolgens sluit de TSR af, maar blijft in het geheugen zitten (stay resident). Vanaf dan wordt bij elke interrupt de TSR aangeroepen. Deze kan zijn taak uitvoeren, en de verdere afhandeling van de interrupt doorgeven aan de vorige handler.
Een bekend TSR-programma was Sidekick van Borland, waarmee met een bepaalde toetscombinatie een notitieblokje opgeroepen kon worden.